# فینال جام حذفی فوتبال انگلستان ۱۹۰۵

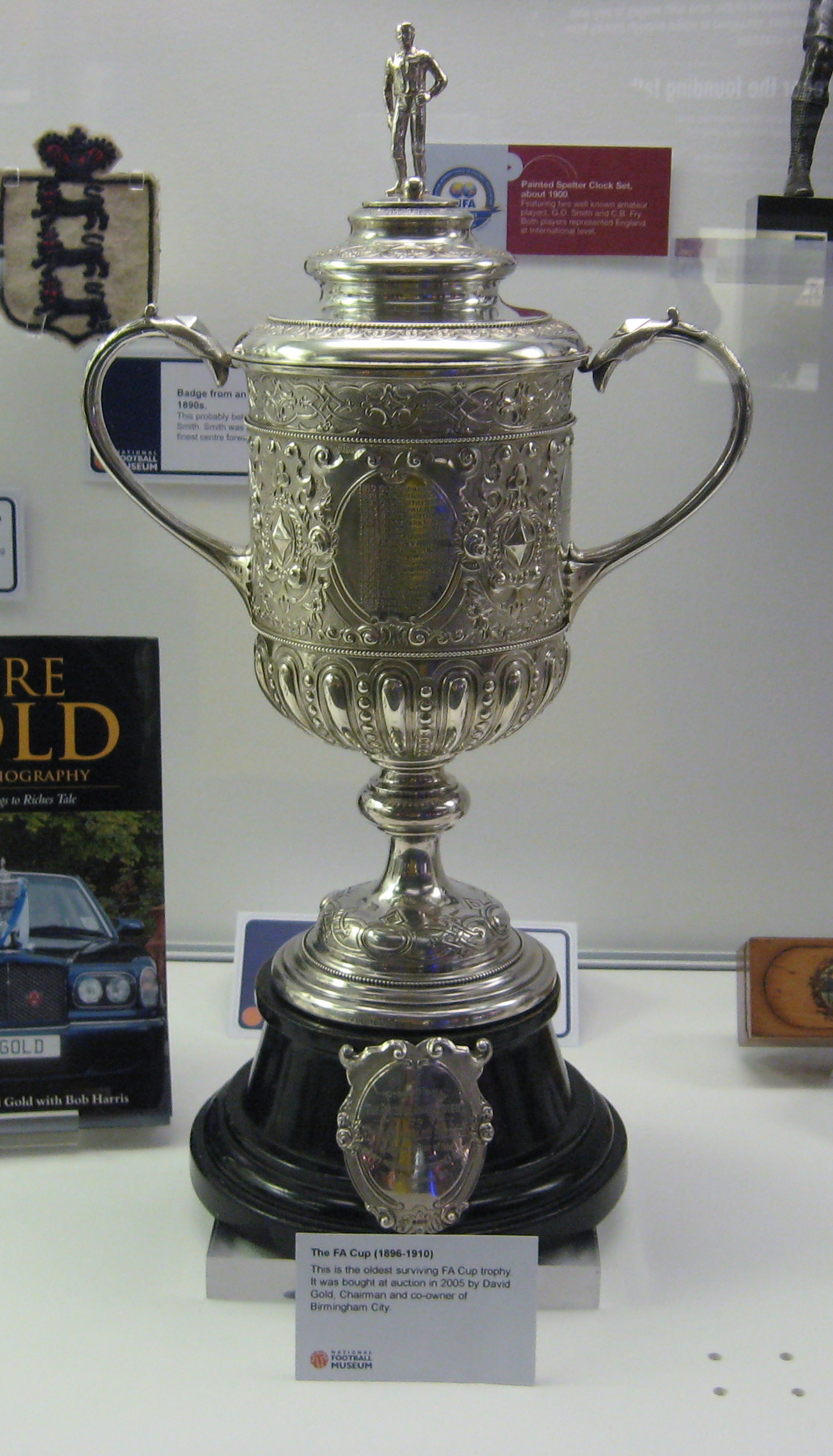
تصویر جام اهدایی در سالهای ۱۸۹۶تا۱۹۱۰

فینال جام حذفی فوتبال انگلستان ۱۹۰۵، رقابت پایانی جام حذفی فوتبال انگلستان در سال ۱۹۰۵ میلادی است که مابین دو تیم باشگاه فوتبال استون ویلا و باشگاه فوتبال نیوکاسل یونایتد در کریستال پالاس لندن برگزار شده‌است.
این مسابقه که در تاریخ ۱۵ آوریل ۱۹۰۵ انجام شده‌است با نتیجه ۲ بر ۰ به سود تیم باشگاه فوتبال استون ویلا به پایان رسید.